# Dickeya solani
Espèce
Dickeya solani est une espèce de bactéries qui provoque chez les pommes de terre cultivées une maladie présentant les symptômes de jambe noire sur les tiges, de flétrissement du feuillage et de pourriture molle bactérienne des tubercules,,.
Cette bactérie a été découverte aux Pays-Bas, où elle est responsable de 25 à 30 millions d'euros de dommages chaque année. La maladie a été découverte par des agriculteurs néerlandais en 2005, et son importance était cinq fois plus grande dès 2007.
Trois cas sont apparus en Écosse en 2009 et un en 2010.

## Liste des non-classés
Selon NCBI (3 mars 2013) :
- non-classé Dickeya solani GBBC 2040
- non-classé Dickeya solani IPO 2222
- non-classé Dickeya solani MK10
- non-classé Dickeya solani MK16